# Schronisko nad Bramką
Schronisko nad Bramką (Schronisko w Żlebie II) – jaskinia, a właściwie schronisko, w Dolinie Kościeliskiej w Tatrach Zachodnich. Wejście do niej położone jest w Żlebie z Bramkami stanowiącym boczne odgałęzienie żlebu Głębowiec w zboczu Kominiarskiego Wierchu, na wysokości 1285 metrów n.p.m. Jaskinia jest pozioma, a jej długość wynosi 6,5 metrów.

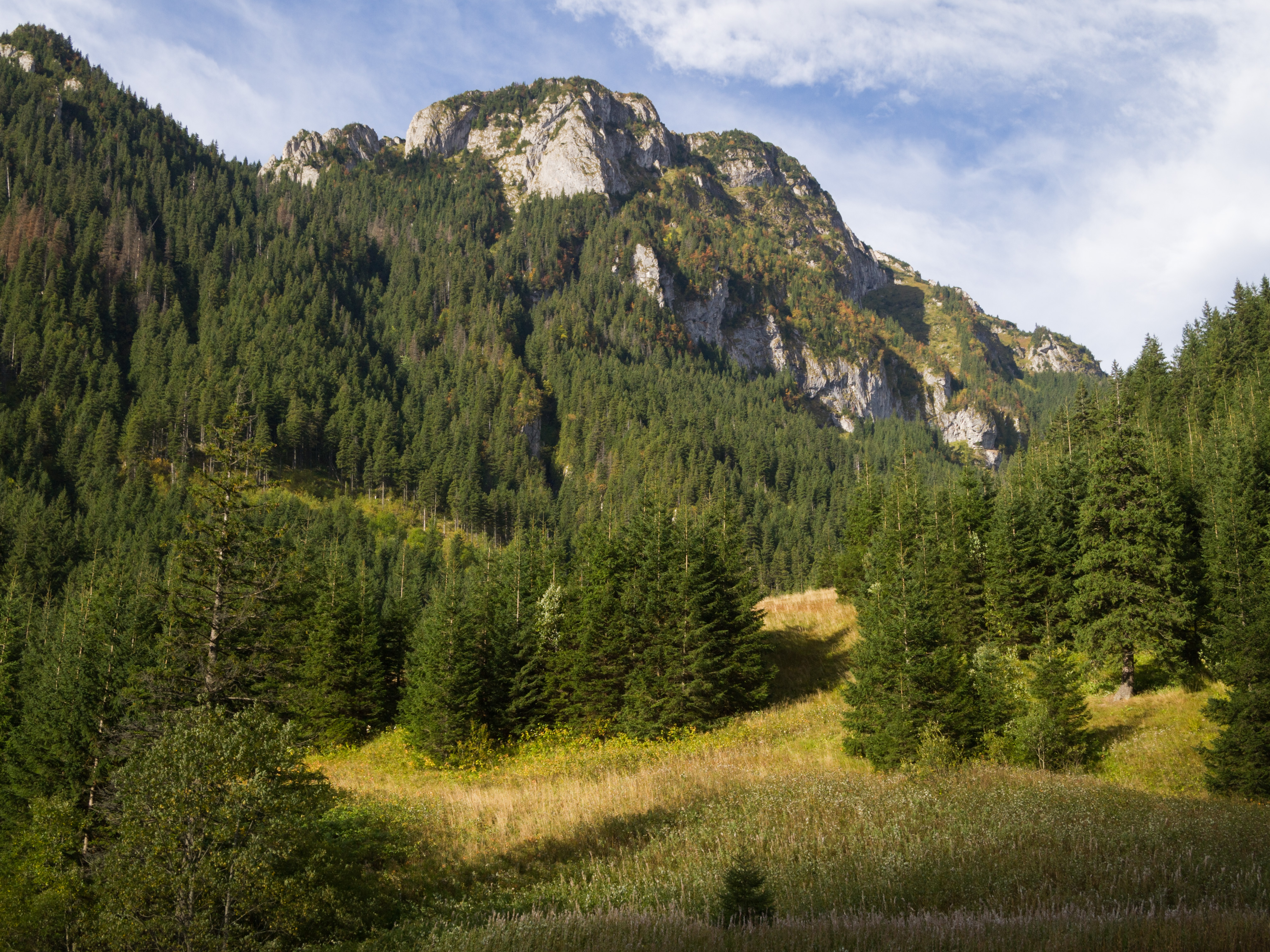
Na lewo od Raptawickiej Turni wśród lasu żleb Głębowiec

## Opis jaskini
Jaskinię stanowi podłużna, prawie pozioma sala do której prowadzi obszerny otwór wejściowy. Pod koniec zwęża się i kończy zawaliskiem.

## Przyroda
W jaskini brak jest nacieków. Ściany są wilgotne. W pobliżu otworu rosną porosty i mchy.

## Historia odkryć
Jaskinia była znana od dawna. Jej pierwszy plan i opis sporządziła I. Luty przy pomocy W. Sygowskiej w 2003 roku.